# Boszorkány Dorsa
I Boszorkány Dorsa sono una struttura geologica della superficie di Venere.